# Synagoge (Neckarsteinach)

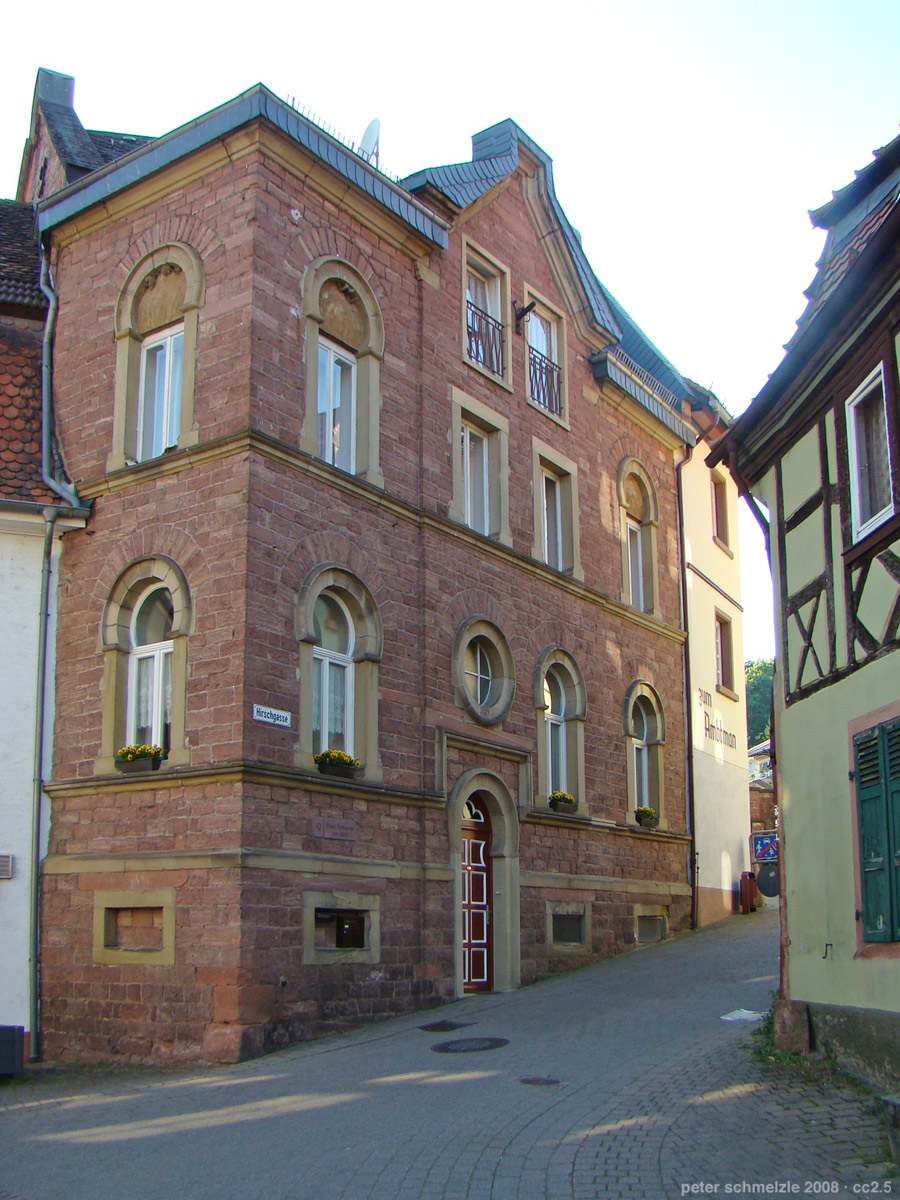
Ehemalige Synagoge in Neckarsteinach

Die Synagoge in Neckarsteinach, einer Stadt im hessischen Landkreis Bergstraße, wurde 1888/89 errichtet. Die profanierte Synagoge steht an der Hirschgasse 9.

## Geschichte und Beschreibung
In den 1800er Jahren kaufte die Jüdische Gemeinde Neckarsteinach an der Straße nach Hirschhorn ein Haus und richtete darin einen Betsaal und eine Lehrerwohnung ein. 1886 musste die alte Synagoge wegen Baufälligkeit abgebrochen werden.
Die neue Synagoge wurde an der Stelle der alten erbaut. Teilweise wurden die Grundmauern und die noch erhaltenen Reste der alten Synagoge übernommen.
Der zweigeschossige Massivbau wurde mit rotem Sandstein verkleidet. Die Fensteröffnungen in Hufeisenbogenform und die Gesimse sind aus hellem Sandstein.

## Zeit des Nationalsozialismus
Beim Novemberpogrom 1938 wurde die Synagoge von Nationalsozialisten aus Neckarsteinach und Ziegelhausen geschändet und verwüstet: Am Abend des 10. November 1938 zertrümmerten die Männer mit Beilen und Äxten das Mobiliar.
Das Synagogengebäude wurde im Zweiten Weltkrieg zeitweise als Kriegsgefangenenlager genutzt und nach 1945 zu einem Wohnhaus umgebaut.

## Gedenken
Am Gebäude ist eine kleine Hinweistafel angebracht.